# 페데리코 마르케티
페데리코 마르케티(이탈리아어: Federico Marchetti, 1983년 2월 7일 ~ )는 이탈리아의 축구 선수로 현재 세리에 A의 스페치아에서 뛰고 있다.